# ATP Challenger Glasgow
Das ATP Challenger Glasgow (offizieller Name: Lexus Glasgow Challenger) ist ein Tennisturnier in Glasgow, das erstmals im Jahr 2015 ausgetragen wurde. Es ist Teil der ATP Challenger Tour und wird in der Halle auf Hartplatz gespielt.

## Liste der Sieger

### Einzel
| Jahr                         | Sieger              | Finalgegner      | Ergebnis        |
| ---------------------------- | ------------------- | ---------------- | --------------- |
| 2025                         | Nicolai Budkov Kjær | Viktor Durasovic | 6:4, 6:3        |
| 2024                         | Clément Chidekh     | Paul Jubb        | 0:6, 6:4, 6:1   |
| 2020–2023: nicht ausgetragen |                     |                  |                 |
| 2019                         | Emil Ruusuvuori     | Alexandre Müller | 6:3, 6:1        |
| 2018                         | Lukáš Lacko         | Luca Vanni       | 4:6, 7:63, 6:4  |
| 2016–2017: nicht ausgetragen |                     |                  |                 |
| 2015                         | Niels Desein        | Ruben Bemelmans  | 7:64, 2:6, 7:64 |

### Doppel
| Jahr                         | Sieger                            | Finalgegner                       | Ergebnis          |
| ---------------------------- | --------------------------------- | --------------------------------- | ----------------- |
| 2025                         | Daniel Cukierman Joshua Paris     | Vasil Kirkov Marcus Willis        | 5:7, 6:4, [12:10] |
| 2024                         | Scott Duncan Marcus Willis        | Kyle Edmund Henry Searle          | 6:3, 6:2          |
| 2020–2023: nicht ausgetragen |                                   |                                   |                   |
| 2019                         | Ruben Bemelmans Daniel Masur      | Jamie Murray John-Patrick Smith   | 4:6, 6:3, [10:8]  |
| 2018                         | Gerard Granollers Guillermo Olaso | Scott Clayton Jonny O’Mara        | 6:1, 7:5          |
| 2016–2017: nicht ausgetragen |                                   |                                   |                   |
| 2015                         | Wesley Koolhof Matwé Middelkoop   | Serhij Bubka Alexander Nedowessow | 6:1, 6:4          |